# 茅仲华
茅仲华（1965年10月—），男，汉族，江苏兴化人，中华人民共和国政治人物。

## 生平
曾任广西壮族自治区人民检察院党组书记、检察长、自治区党委政法委委员。2024年5月，转任中华人民共和国最高人民法院党组成员。2025年2月，兼任中华人民共和国最高人民法院第一巡回法庭庭长。